# Rudolf Wolf
Rudolf Wolf (Fällanden, 7 de juliol de 1816 - Zúric, 6 de desembre de 1893) va ser un astrònom i matemàtic suís conegut pel seu estudi de les taques solars.
Va nàixer en Fällanden, prop de Zuric, a Suïssa. Va estudiar astronomia en Zuric, Viena i Berlín, i al graduar-se va ensenyar matemàtiques i física a Berna. En 1847 era designat director del xicotet observatori astronòmic de Berna. En 1855 va tornar a Zürich on va ser nomenat professor d'Astronomia en la Universitat i en l'escola Politècnica. En 1864 va ser nomenat Director de l'Observatori de Zürich.
Wolf va ser un escriptor prolífic. La seua Matemàtica, Físiques, Geodèsia, i Astronomia van veure sis edicions entre 1852 i 1893. La seua Història d'Astronomia recent, publicada el 1877, i el seu Manual d'Astronomia, publicat el 1893, eren ambdós summament popular al pas del segle xix al xx. Va contribuir amb quatre volums a les Biografies d'Hòmens suïssos de Ciència i dos Manuals de Matemàtiques.

## La seva investigació
El seu interès per les taques solars el va causar la seva observació d'un grup de taques solars en desembre de 1847 particularment gran i espectacular. Començant llavors les seves pròpies observacions telescòpiques i arxius de taques solar que va dur a terme contínuament durant els següents 46 anys. Molt impressionat amb el descobriment de Schwabe del cicle d'11 anys de les taques solars va embarcar a l'Observatori de Berna (i al de Zürich més tard), en un programa d'estudis històrics apuntat a reconstruir la variació en el nombre de taques solar tan arrere en el passat com fóra possible, basant-se en els quaderns supervivents i dibuixos fets per astrònoms. Per a dur a terme este programa Wolf va definir el seu ara famós nombre de taques solars relatiu. En 1868 Wolf recuperava una reconstrucció de nombre de taques solars més fiable fins a 1745, i es va encabotar en una reconstrucció fins a 1610, encara que l'escassetat de dades va fer que estes determinacions més velles foren menys fiables. Wolf va ser el primer a notar la possible existència en el registre de taques solars d'un període de modulació més llarg d'aproximadament 55 anys.
En 1852 Wolf independentment d'altres quatre persones i més o menys simultàniament va anunciar la coincidència entre el cicle d'11 anys de les taques solars i el cicle d'activitat geomagnètic. Wolf i altres també van notar una correspondència semblant entre cicle de les taques solars i la freqüència d'activitat de les aurores. Wolf va buscar un periodicitat semblant amb els fenòmens meteorològics, però sense els resultats conclusius.
Wolf va informar dels resultats de les seves investigacions històriques en les taques solars en el seu Astronomische Mittheilungen, una espècie de periòdic de la investigació privat que apareixia en 13 volums entre 1852 i 1893, i que Wolf era l'únic autor. El nombre de taques solars de Wolf, com s'anomena ara, va continuar usant-se en l'Observatori de Zürich fins a les 1979, quan es va transferir a Brussel·les.